# Estação Gaîté
Gaîté é uma estação da linha 13 do Metrô de Paris, localizada no 14.º arrondissement de Paris.

## História
A estação foi inaugurada em 1937.
O nome provem da rue de la Gaîté que era uma estrada de terra em 1730, e depois uma seção do caminho vicinal que levava à barreira do Montparnasse a Clamart. Seu vocábulo provem das barreiras do Maine e do Montparnasse, todas próximas. Guinguettes, restaurantes e teatros se aglutinaram aí e fizeram desta rua sua artéria principal.
Em 2011, 3 366 223 passageiros entraram nesta estação. Ela viu entrar 3 165 824 passageiros em 2013, o que a coloca na 165ª posição das estações de metrô por sua frequência.

## Serviços aos Passageiros

### Acessos
A estação comporta cinco acessos:
- Acesso 1: r. Vercingétorix - Hop. Leopold Bellan: 82, avenue du Maine;
- Acesso 2: Centre Commercial - r. Cdt R. Mouchotte: leva diretamente para o centro comercial, "Gaîté";
- Acesso 3: av. du Maine: 78, avenue du Maine;
- Acesso 4: r. Vandamme: 73, avenue du Maine;
- Acesso 5: r. de la Gaîté Les Théâtres: 77, avenue du Maine.

Um corredor transversal, acessível ao público (isto é, sem a necessidade de um bilhete), torna possível a travessia da avenue du Maine, intransitável neste lugar ao nível do viário em razão do funil do acesso sul ao subterrâneo desta avenida. Uma passagem subterrânea foi criada para permitir aos motoristas de passar sob a esplanada da place Raoul-Dautry situada em frente da Gare Montparnasse e de sair na parte norte da avenida, ou inversamente.

### Plataformas
Gaîté é uma estação de configuração padrão: ele possui duas plataformas laterais separadas pelas vias do metrô e a abóbada é elíptica. A decoração é do estilo utilizado pela maioria das estações de metrô: a faixa de iluminação é branca e arredondada no estilo "Gaudin" da renovação do metrô da década de 2000, e as telhas em cerâmica branca biseladas recobrem os pés-direitos, a abóbada e o tímpano. Os quadros publicitários são em faiança da cor de mel e o nome da estação é também em faiança. Os assentos são do estilo "Motte" de cor vermelha.

### Intermodalidade
A estação é servida pelas linhas de ônibus 28, 58 e 88 da rede de ônibus RATP e, à noite, pela linha N63 do Noctilien.

Galeria de fotografias
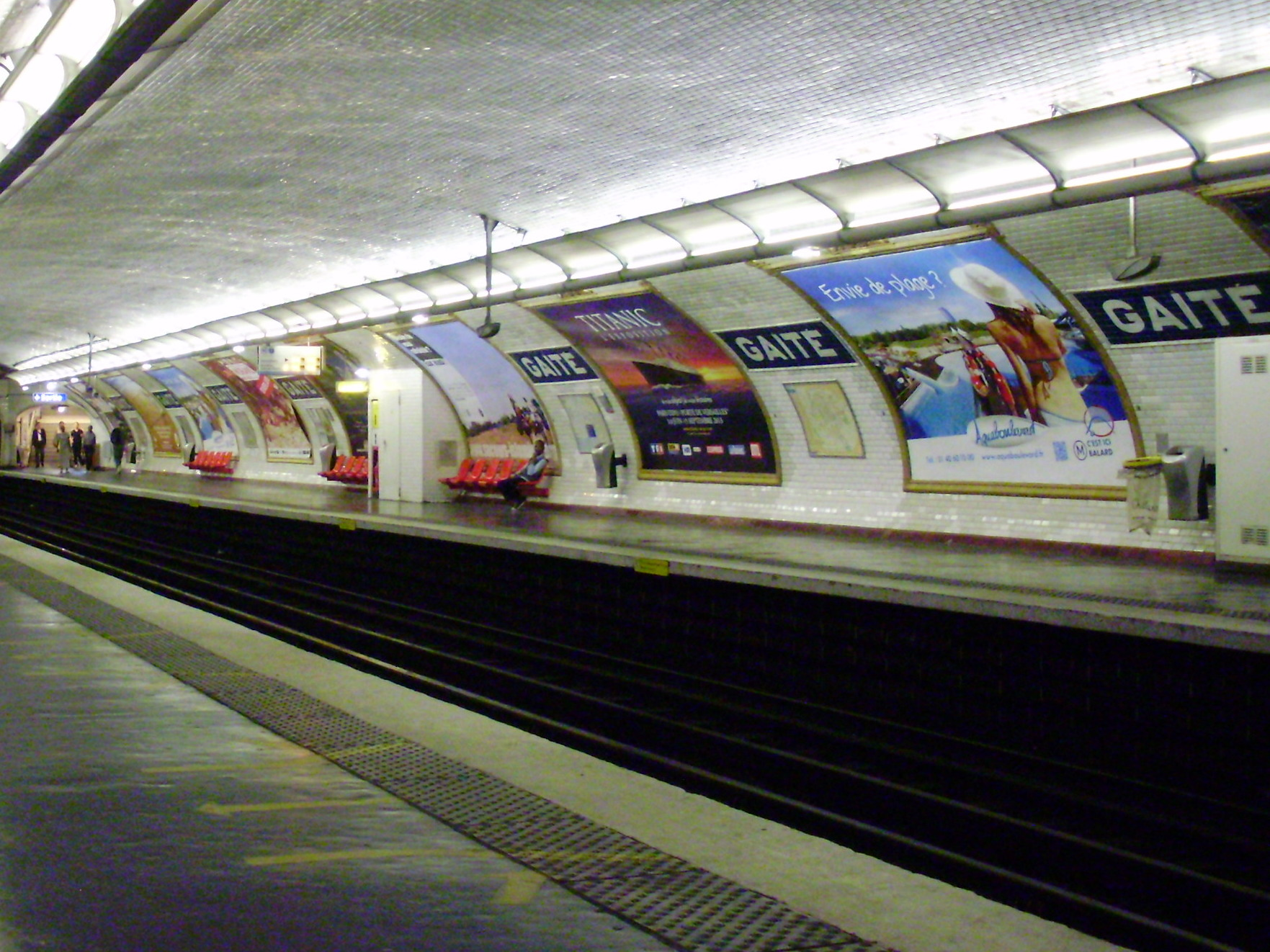
Plataforma da estação em direção ao norte da linha 13 do metrô.
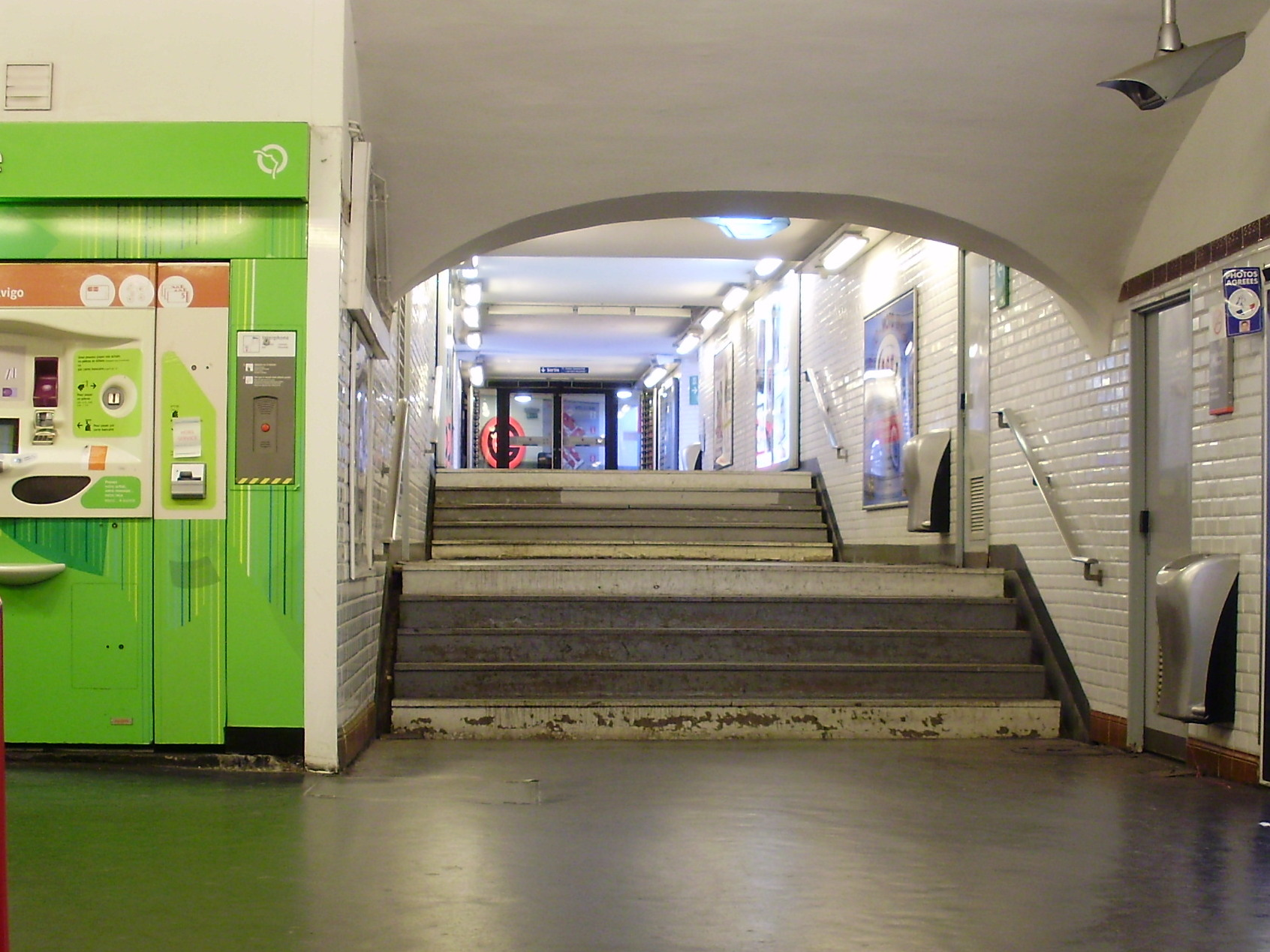
Corredor transversal para atravessar a avenue du Maine (vista para o centro comercial Gaîté).